# Socorro (São Paulo)
Socorro es un municipio brasileño del estado de São Paulo. Se localiza a una latitud 22º35'29" sur y a una longitud 46º31'44" oeste, estando a una altitud de 752 metros. Su población estimada en 2014 era de 39.227 habitantes.
Es uno de los 11 municipios paulistas considerados estancias hidrominerales por el Estado de São Paulo, por cumplir determinados requisitos definidos por Ley Estatal. Tal status garantiza a esos municipios un presupuesto mayor por parte del Estado para la promoción del turismo regional. 

## Geografía
Posee un área de 448,074 km².
La Estancia Hidromineral de Socorro forma parte del Circuito de las Aguas Paulista.

### Hidrografía
- Río del Pescado
- Río Camanducaia
- Río de las Antas

### Clima
El clima del municipio es marcado por inviernos relativamente fríos, con presencia de heladas, y en los años más fríos, temperaturas negativas, y veranos amenos debido, principalmente, a la altitud y a las lluvias abundantes en los meses más calientes.

### Carreteras
- SP-8
- SP-147

## Administración
- Prefeita: Marisa de Souza Pinto Fontana (2009/2012)
- Viceprefecto: Jorge Fruchi (2009/2012)
- Presidente de la Cámara: Pedro Sabio Nunues (2009/2010)